# 나주 주씨
나주 주씨(羅州朱氏)는 전라남도 나주시를 본관으로 하는 한국의 성씨이다. 시조 주중소(朱仲紹)는 999년(고려 목종 2년) 이부시랑(吏部侍郞), 봉명(奉命)을 역임하였다,

## 역사
나주 주씨(羅州朱氏) 시조 주중소(朱仲紹)는 999년(고려 목종 2년) 이부시랑(吏部侍郞), 봉명(奉命)을 역임하였다.
주중소(朱仲紹)의 아들 주덕명(朱德明)이 고려 현종 9년(1018년) 공부상서(工部尙書)를 지내고, 고려 현종 12년(1021년) 상서 좌복야(尙書左僕射)에 올랐다.

## 본관
나주(羅州)는 전라남도 나주시(羅州市) 지역으로 백제 때 발라군(發羅郡)으로 불렸고, 뒤에 죽군성(竹軍城)으로 바뀌었다. 백제 멸망 후 당나라가 이곳에 대방주(帶方州)를 설치하였으며, 686년(신라 신문왕 6)에는 통의군(通義郡)으로, 757년(경덕왕 16) 이후로는 금산군(錦山郡) 또는 금성군(錦城郡)으로 부르며 무주(武州：光州)의 관할로 두었고, 회진현(會津縣)‧여황현(艅艎縣)‧철야현(鐵冶縣) 등이 부속으로 영입되었다. 940년(고려 태조 23)에 나주로 지명이 바뀌었고, 983년(성종 2)에 나주목이 설치되었다. 995년(성종 14)에는 나주진해군절도사(羅州鎭海軍節度使)가 되었다. 1018년(현종 9) 다시 나주목으로 고쳐 5개의 속군(무안‧담양‧곡성‧낙안‧남평)과 11개의 속현(철야‧반남‧안노‧복룡‧원율‧여황‧창평‧장산‧회진‧진원‧화순)을 거느렸다. 1310년(충선왕 2)에 지주사(知州事)로 강등되었다가 1356년(공민왕 5)에 다시 목으로 승격하였다. 고려‧조선시대를 통하여 주로 목(牧), 부(府)로서 전남지역 행정의 중심지를 이루었다. 1895년(고종 32) 지방제도 개정으로 나주부로서 나주군 등을 관할하였고, 1981년 나주읍과 영산포읍이 통합하여 금성시로 승격하여 나주군에서 분리되었고, 금성시는 1985년 나주시로 개칭되었다. 1995년 나주시와 나주군이 통합되어 나주시로 개편되었다.

## 분파
나주 주씨(羅州 朱氏) 시조 주중소(朱仲紹)의 아들인 주덕명(朱德明)의 증손인 주현진(朱玄進)이 압해(押海 : 전라남도 신안군 압해읍)로 분봉(分封)되어 압해 주씨로 분파되었다.

## 인물
- 주덕명(朱德明, ? ~ 1031년[4]) : 고려 현종 9년(1018년) 공부상서(工部尙書)를 지내고, 고려 현종 12년(1021년) 상서 좌복야(尙書左僕射)에 올랐다.
- 주의식(朱義植) : 조선 숙종·영조 때의 시조작가. 본관은 나주(羅州). 자는 도원(道源), 호는 남곡(南谷). 숙종 때 무과에 급제하여 칠원현감을 지냈다. 김천택(金天澤)은 그에 대하여 『청구영언』에서 “시조에서 쓴 말을 보고 그 작자를 생각하건대 그는 반드시 비연화중인(非烟火中人)일 것이며, 시조에만 능할 뿐 아니라, 몸을 공검하게 하였고 처심을 맑게 하여 군자의 풍도가 있었다.”고 말하였다. 시조는 14수만 전하며, 내용은 자연·탈속·계행(戒行) 및 회고와 절개를 주제로 다루었다.[5]

## 과거 급제자
나주 주씨는 조선시대 무과 급제자 10명을 배출하였다.
무과
주귀업(朱貴業) 주도혁(朱道爀) 주복흥(朱福興) 주순(朱順) 주익한(朱翼漢)
주인원(朱仁元) 주정하(朱正夏) 주필장(朱弼章) 주흥대(朱興大) 주희창(朱希昌)
의과
주정하(朱鼎夏)